# Charles Yriarte
Charles Yriarte (5. prosince 1832 Paříž – 10. dubna 1898 Paříž) byl francouzský spisovatel, novinář a karikaturista španělského původu.

## Život a kariéra
Již v mládí se u něj objevily umělecké sklony. Zastával několik státních funkcí, například místo inspektora Opéra national de Paris. Současně spolupracoval s několika francouzskými novinami. V roce 1859 se připojil ke španělskému tažení pod velením Leopolda O'Donnella do Maroka a napsal sérii článků pro Monde illustré. Po návratu do Francie se začal plně věnovat literární činnosti.
V roce 1860 se připojil k cestě Garibaldiho na Sicílii a navštívil Umbrii a Marche. Stal se redaktorem Monde illustré a řídil jeho uměleckou sekci. Spolupracoval s plátky Figaro, La Vie parisienne a Grand Journal pod svým jménem, nebo pseudonymy Junior a Marquis de Villemer. Překládal španělské knihy a psal cestopisy a umělecké biografie.

## Dílo (výběr)
- La Société espagnole, 1861
- Sous la tente, souvenirs du Maroc, récits de guerre et de voyage, 1863 Text online
- Les Cercles de Paris, 1828-1864, documents pour servir à l'histoire parisienne du dix-neuvième siècle, 1864 Text online
- Portraits parisiens, 1865
- Album du Grand Journal, 300 kreseb, autoři: Bocourt, Cham, Couverchel, Decamps, Deroy, Durand-Brager, Gustave Doré, Gustave Janet, Lix, Marcellin, de Montaut, E. Morin, Riou, Rouargue, Thérond, Thorigny, Charles Yriate, tex Charlese Yriarta, 1865 Text online
- Les Femmes qui s'en vont, études de parisiennes, 1867
- Goya : sa biographie, les fresques, les toiles, les tapisseries, les eaux-fortes et le catalogue de l'œuvre, 1867 Text online
- Paris grotesque. Les Célébrités de la rue (1815-1863), 1868 Text online
- Nouveaux portraits parisiens, 1869
- Les Tableaux de la guerre, 1870 Text online
- Les Portraits cosmopolites, 1870 Text online
- Campagne de France, 1870-1871. La retraite de Mézières effectuée par le 13e corps d'armée aux ordres du Général Vinoy, 1871 Text online
- Les Prussiens à Paris et le 18 mars, 1871 Text online
- Les Princes d'Orléans, 1872 Text online
- Le Puritain. Scènes de la vie parisienne. Théâtre de salon : La Femme qui s'en va, 1873
- La Vie d'un patricien de Venise au seizième siècle, d'après les papiers d'État des Frari, 1874
- Bosnie et Herzégovine, souvenirs de voyage pendant l'insurrection, 1876 *L'Istrie et la Dalmatie, 1874
- Trieste e l'Istria, con note, Fratelli Treves, Milano, 1875
- Les Bords de l'Adriatique et le Monténégro. Venise, l'Istrie, le Quarnero, la Dalmatie, le Monténégro et la rive italienne, 1878 Text online
- Venise : histoire, art, industrie, la ville, la vie, 1878 Text online
- La Femme qui s'en va, jednoaktovka, Paříž, Théâtre du Vaudeville, 13. června 1879
- Florence, l'histoire, les Médicis, les humanistes, les lettres, les arts, 1881
- Histoire de Paris, ses transformations successives, 1882
- Un Condottiere au XVe siècle. Rimini, études sur les lettres et les arts à la cour des Malátesta, 1882
- Françoise de Rimini dans la légende et dans l'histoire, 1883
- J.-F. Millet, 1885 Extraits en ligne
- Matteo Civitali, sa vie et son œuvre, 1886
- Autour du Concile : souvenirs et croquis d'un artiste à Rome, 1887 Text online
- Paul Véronèse, 1888
- César Borgia. Sa vie, sa captivité, sa mort, d'après de nouveaux documents des dépôts des Romagnes, de Simancas et des Navarres, 2 svazky, 1889
- Autour des Borgia : les monuments, les portraits, Alexandre VI, César, Lucrèce, l'épée de César, l'œuvre d'Hercule de Fideli, les appartements Borgia au Vatican, études d'histoire et d'art, 1891
- Les Fleurs et les jardins de Paris, 1893
- Journal d'un sculpteur florentin au XVe siècle : livre de souvenirs de Maso di Bartolommeo, dit Masaccio, manuscrits conservés à la bibliothèque de Prato et à la Magliabocchiana de Florence, 1894
- Mantegna, sa vie, sa maison, son tombeau, son œuvre dans les musées et les collections, 1901